# Lèmur mostela de Mittermeier
El lèmur mostela de Mittermeier (Lepilemur mittermeieri) és un lèmur de la família Lepilemuridae descrit recentment. Com tots els lèmurs, és endèmic de Madagascar.
L'epítet específic és en honor de Russell Mittermeier, president de la Unione Internazionale per la Conservazione della Natura (IUCN), per la seva contribució a la conservació de la natura a Madagascar.